# Central Ohio Film Critics Association Awards 2006
La 4ª edizione della cerimonia di premiazione dei Central Ohio Film Critics Association Awards si è tenuta il 15 gennaio 2006.

## Vincitori e candidati
I vincitori sono indicati in grassetto.
 Miglior film 
- I segreti di Brokeback Mountain (Brokeback Mountain), regia di Ang Lee
- A History of Violence, regia di David Cronenberg
- Wallace & Gromit - La maledizione del coniglio mannaro (Wallace & Gromit: The Curse of the Were-Rabbit), regia di Nick Park
- Good Night, and Good Luck., regia di George Clooney
- Munich, regia di Steven Spielberg
- Murderball, regia di Henry Alex Rubin e Dana Adam Shapiro
- Crash - Contatto fisico (Crash), regia di Paul Haggis
- Sin City, regia di Robert Rodriguez, Frank Miller, Quentin Tarantino
- Orgoglio e pregiudizio, regia di Joe Wright
- Batman Begins, regia di Christopher Nolan

 Miglior regia 
- David Cronenberg – A History of Violence
- Ang Lee – I segreti di Brokeback Mountain (Brokeback Mountain)

 Miglior attore 
- Heath Ledger – I segreti di Brokeback Mountain (Brokeback Mountain)
- Reese Witherspoon – Quando l'amore brucia l'anima - Walk the Line (Walk the Line)

 Migliore attrice 
- Maria Bello – A History of Violence
- Amy Adams – Junebug

 Attore dell'anno 
- Heath Ledger – I segreti di Brokeback Mountain, Casanova, Lords of Dogtown, I fratelli Grimm e l'incantevole strega)
- Terrence Howard – (Crash, Four Brothers - Quattro fratelli, Hustle & Flow - Il colore della musica)

 Miglior cast 
- Munich, regia di Steven Spielberg
- I segreti di Brokeback Mountain (Brokeback Mountain), regia di Ang Lee

 Migliore sceneggiatura 
- Larry McMurtry e Diana Ossana – (Brokeback Mountain)
- George Clooney e Grant Heslov – (Good Night, and Good Luck.)

 Miglior sonoro 
- Sin City, regia di Robert Rodriguez, Frank Miller, Quentin Tarantino
- I segreti di Brokeback Mountain (Brokeback Mountain), regia di Ang Lee

 Miglior formato 
- La guerra dei mondi, regia di Steven Spielberg
- Quando l'amore brucia l'anima - Walk the Line (Walk the Line), regia di James Mangold

 Miglior performance rivelazione 
- Amy Adams – Junebug (recitazione)
- Joe Wright – (Orgoglio e pregiudizio) (regia)